# Henrik Harlaut
Henrik Harlaut (né le 14 août 1991 à Stockholm) est un freestyler suédois.

## Biographie
Henrik Harlaut est né à Stockholm. Il a commencé à skier lorsqu'il avait deux ans dans la station suédoise Väsjöbacken. Il se mit rapidement aux courses alpines à l'âge de cinq ans. Sa grande passion n'était pas basée sur le ski mais plutôt sur le hockey sur glace. Il découvre le freeski à l'âge de neuf ans grâce à une compétition appelée "RedBull Big air". Celle-ci réunissait les meilleures Freeskieurs du monde. Il rencontra Jacob Wester (skieur acrobatique suédois) qui lui appris sa toute première figure (Backflip). Il fut repéré pour la première fois par Scott lorsqu'il était à peine âgé de 11 ans. Il fut invité dans des camps de freeski. Sa première compétition internationale était un US open à tout juste 13 ans. Par la suite, il se fait repérer par Jon Olson (Pro Freeskier suédois) qui l'invite au Jon Olson Invitational. Première compétition entouré des meilleurs freeskieurs du monde. Mais il se rend compte que sa vrai passion est la vidéo. Il considère qu'avec des images, le style est beaucoup plus exprimé que dans le monde de la compétition. Malgré tout, il participe à plusieurs événements tels que le freestyle.ch (Zürich) et les X-Games (la plus grande compétition de Freeski). Il a également tourné dans plusieurs films : Les productions 4bi9, Poor Boyz Production, Matchstick productions. Il a édité un film Road to Zion.
Il rejoint le mouvement Inspired media avec son meilleur ami Phil Casabon. Ils créent en 2011 les premiers épisodes de B&E show (B-Dog & Edollo Show).
En 2014, il termine sixième au slopestyle des Jeux olympiques de Sotchi.
Il remporte une médaille de bronze en big air lors des Jeux olympiques de 2022 à Pékin.

## Palmarès

### Jeux olympiques
- Sotchi 2014 : sixième du slopestyle.
- Pékin 2022 :  Médaille de bronze en big air.

### Championnats du monde
- Park City 2019. :  Médaille d'argent en big air.

### Coupe du monde
- Meilleur classement général : 2e en 2017.
- 1 petit globe de cristal :
  - Vainqueur du classement big air en 2017.
- 7 podiums dont 3 victoires.

### Winter X Games
- 4 médailles d'or : Big Air en 2013, 2014 et 2018, slopestyle en 2018, Knuckle Huck en 2021
- 2 médailles d'argent : slopestyle en 2013, big air en 2017

### Autres résultats
2007
- 1re place : Saas-Fee Ride Big Air
- 1re place : Östersund rail jam rail jam
- 1re place : Kungstradgarden Rail Jam
- 1re place : Monterpark rail Jam
- 1re place: Brussels Winter Show Hip
- 2e place: the London Ride

2008
- 1re place Championnat de Suède junior, Big Air
- 1re place: Nine Knights Big Air / rail
- 1re place: Saas-fee Ride Big Air
- 1re place: Östersund Rail Jam
- 1re place: The London Ride Big Air
- 1re place: MonsterPark Big Air
- 2e place : championnats nordiques, slopestyle
- 3e place : Dew Tour à Breckenridge, slopestyle
- 3e place: NS Picknic Big Air

2009
- 1re place : Freestyle.ch – Berlin Big Air
- 1re place : Nine Knights Big Air
- 1re place : Nine Knoghts Rail Jam
- 1re place : Open d'Aspen, slopestyle
- 1re place : European Open, slopestyle
- 2e place : Classement mondial AFP (association des freeskieurs professionnels) de slopestyle
- 2ne place : Jon Olsson Super Session Film Competition (Team Euro)
- 3e place : Open de Nouvelle-Zélande, slopestyle

2010
- 1re place : Freestyle.ch Big Air
- 3e place : Relentless Freeze Festival Big Air

2011
- 2e place: Classement AFP Big Air
- 2e place: WSI Big Air
- 5e place: X-Games Slopestyle
- 5e place: Classement mondial AFP
- 7e place: Winter X-Games Big Air
- 9e place: Winter X-Games de Tignes Slopestyle

2012
- 1re place : LA Sessions Les Arcs Big Air
- 6e place : Winter X-Games Aspen Big Air
- 12e place : Winter X-Games-Aspen Slopestyle